# Casa de la Providencia (Vancouver)

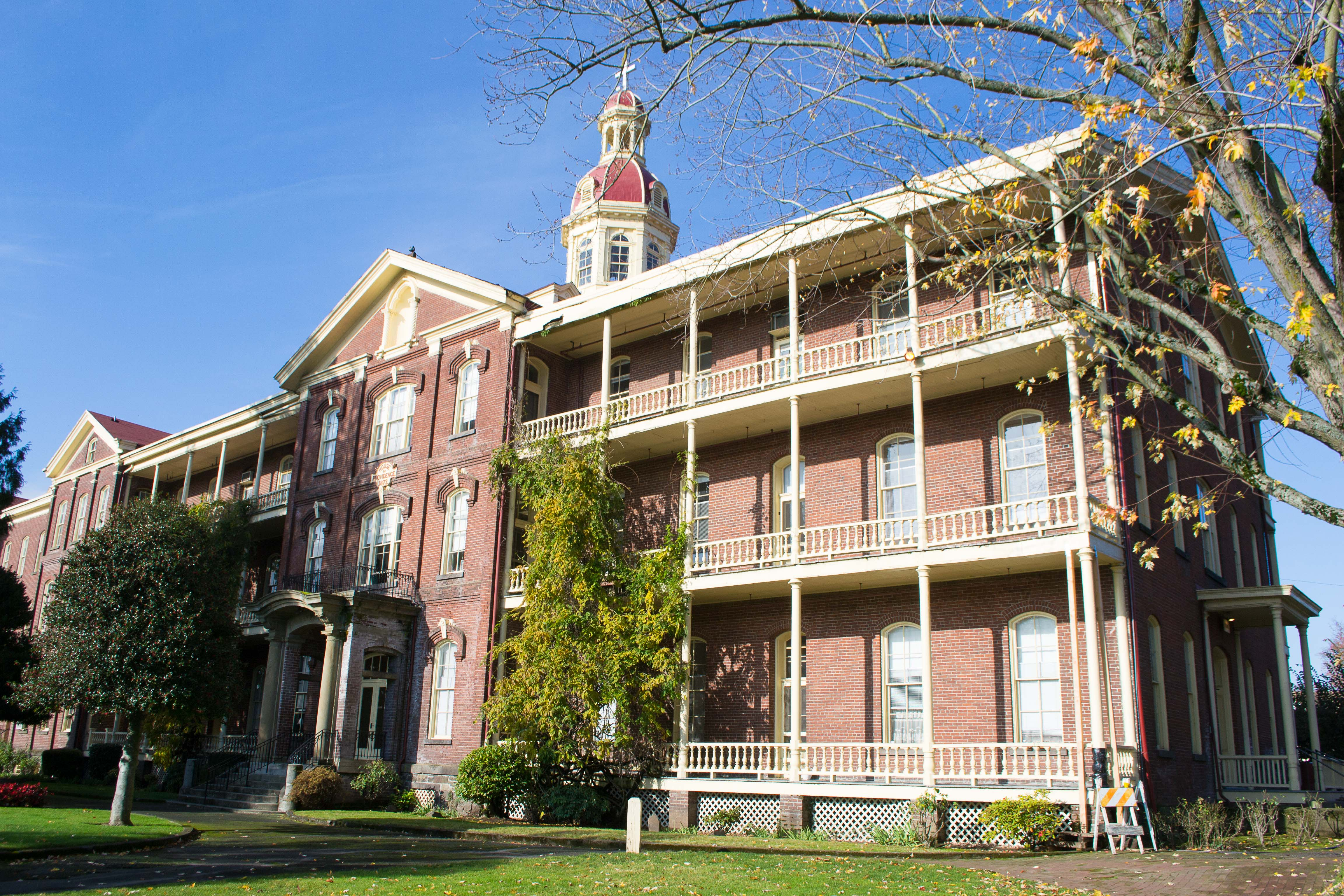

La Casa de la Providencia, también conocida como La Academia (o Edificio de la Academia), es un antiguo orfanato y escuela ubicada en Vancouver, Washington.

## Historia
Fue construido cerca de 1873 por la Madre Joseph Pariseau del Sagrado Corazón. Recaudó dinero para la construcción de la Casa de la Providencia y de otras instituciones de caridad realizando una campaña en los campamentos mineros. La propia Madre Superiora no solamente dirigió su construcción sino que ella misma talló en madera toda la ornamentación de la misma. De joven había aprendido de su padre a utilizar las herramientas y técnicas de la carpintería, conociendo cómo seleccionar, diseñar y esculpir según las cualidades de cada tipo de madera.
El edificio tiene tres pisos y fue construido en ladrillo en un edificio de estilo georgiano. Fue utilizado como escuela hasta 1969, cuando, las inscripciones y el número de hermanas maestras disminuían y que la escuela necesitaba obras, las Hermanas decidieron cerrar la Academia y vender su propiedad en Vancouver. 
El edificio estuvo vacante durante varios años antes de que fuera adquirida en 1969 por Robert Hidden, nieto de Lowell Hidden, fundador de la Hidden Brick Company que había suministrado los ladrillos para su construcción. En la instalación se operan oficinas, tiendas, restaurante, una escuela Montessori y una capilla de boda.
La familia Hidden vendió la propiedad a la Corporación de Reserva Histórica Nacional de Vancouver en enero del 2015. La Corporación continuará su uso actual mientras restaura el sitio.
Fue incluido en el Registro Nacional de Lugares Históricos en 1978.